# Plagiophthalmosuchus
Plagiophthalmosuchus is een geslacht van uitgestorven teleosauroïden, bekend van de Whitby Mudstoneformatie uit het Vroeg-Jura (Vroeg-Toarcien) van Whitby, Yorkshire, Verenigd Koninkrijk, en Dudelange, Luxemburg. 

## Naamgeving
De typesoort is Steneosaurus gracilirostris, 'met een slanke snuit', in 1961 benoemd door Frank Westphal. In 2020 benoemden Michela Johnson, Mark T. Young en Stephen Brusatte het aparte geslacht Plagiophthalmosuchus, met als combinatio nova Plagiophthalmosuchus gracilirostris. De geslachtsnaam is afgeleid van het Grieks πλάγιος, 'zijdelings', οφθαλμός, 'oog', en σοῦχος, de Egyptische krokodillengod.
Het holotype is NHMUK PV OR 14792, een skelet met schedel. Het paratype is NHMUK PV OR 15500, een schedel met onderkaken. Ze zijn gevonden in de Alum Shale-afzetting van Whitby Mudstone Formation.

## Beschrijving
Plagioophtalmosuchus werd een kleine twee meter lang.
In 2020 werden enkele onderscheidende kenmerken aangegeven. Het zijn autapomorfieën, unieke afgeleide eigenschappen. Bij de zijdelingse schedelopening, de fenestra antorbitalis, is het venster in de buitenwand aanzienlijk groter dan de opening in de binnenwand, wel een kwart. De fenestra antorbitalis is matig groot, met een diameter gelijk aan minstens de helft van die van de oogkas. Bij de binnenwand is de diameter gelijk aan de helft van de lengte van de  oogkas. De uitholling rond het bovenste slaapvenster is een kwart groter dan de lengte van de oogkas. Het basioccipitale van het achterhoofd staat min of meer verticaal en is in bovenaanzicht net zichtbaar. De exoccipitalia en opisthotica zijn verticaal slank terwijl de processus paroccipitales een rechte rand hebben aan hun uiteinden. De oogkas is zijdelings geplaatst, slechts iets naar boven gericht. De bovenrand van de onderkaak is relatief recht. Bij het articulare van de onderkaak is de groeve van het kaakgewricht iets schuin naar voren en boven gericht.

## Fylogenie
Plagiophthalmosuchus werd in de Teleosauroidea geplaatst, als meest basale soort van die groep.